# Elektra (альбом Suspekt)
Elektra — четвёртый студийный альбом датской хип-хоп группы Suspekt, выпущенный 12 сентября 2012 на лейблах Univerdal и Tabu Records. Альбом был спродюсирован Руне Раском и Йоанс Вестергаардом, а также симфоническим оркестрам Czech Film Orchestra. Оркестровая музыка была записана в Концертном зале Рудольфинума, в Праге с участием композитора Фредериком Мэглом, который он играл на органе «Parasitter». В записи альбома участвовала датская певица Тина Диков (песня «Helt Alene»). Альбом был представлен на концерте Koncerthuset, 10 сентября 2011. Концерт оценивал музыкальный журнал Gaffa, который дал ему 6 звёзд. Альбом Elektra был одобрен датской прессой, включая обзоры во всех крупных газетах после его выхода. Альбом получил золотой сертификат 2011 году. Кендрик Ламар и исполнитель продюсер Dr. Dre, использовали «Helt Alene» в качестве основного образца для трека «The Art of Peer Pressure» для другого альбома «good kid, m.A.A.d city».

## Список песен
| №   | Название                         | Длительность |
| --- | -------------------------------- | ------------ |
| 1.  | «Brænder byen ned»               | 3:32         |
| 2.  | «Ekektra - Requiem»              | 1:08         |
| 3.  | «Ruller tungt»                   | 3:07         |
| 4.  | «Klaus Pagh»                     | 3:20         |
| 5.  | «Far gir en is»                  | 2:08         |
| 6.  | «Helt alene (feat. Tina Dickow)» | 4:26         |
| 7.  | «Elektra»                        | 3:47         |
| 8.  | «Vi ses i helvede»               | 3:27         |
| 9.  | «Nyt pas»                        | 5:22         |
| 10. | «The Valley»                     | 3:25         |
| 11. | «Weekend kriger»                 | 3:04         |
| 12. | «Parasitter»                     | 4:06         |